# لاگوسانتو
لاگوسانتو (به ایتالیایی: Lagosanto) یک کومونه در ایتالیا است که در استان فرارا واقع شده‌است.

## خصوصیات
لاگوسانتو ۳۴٫۲ کیلومترمربع مساحت و ۴٬۴۸۰ نفر جمعیت دارد و ۲ متر بالاتر از سطح دریا واقع شده‌است.